# Haube (Architektur)

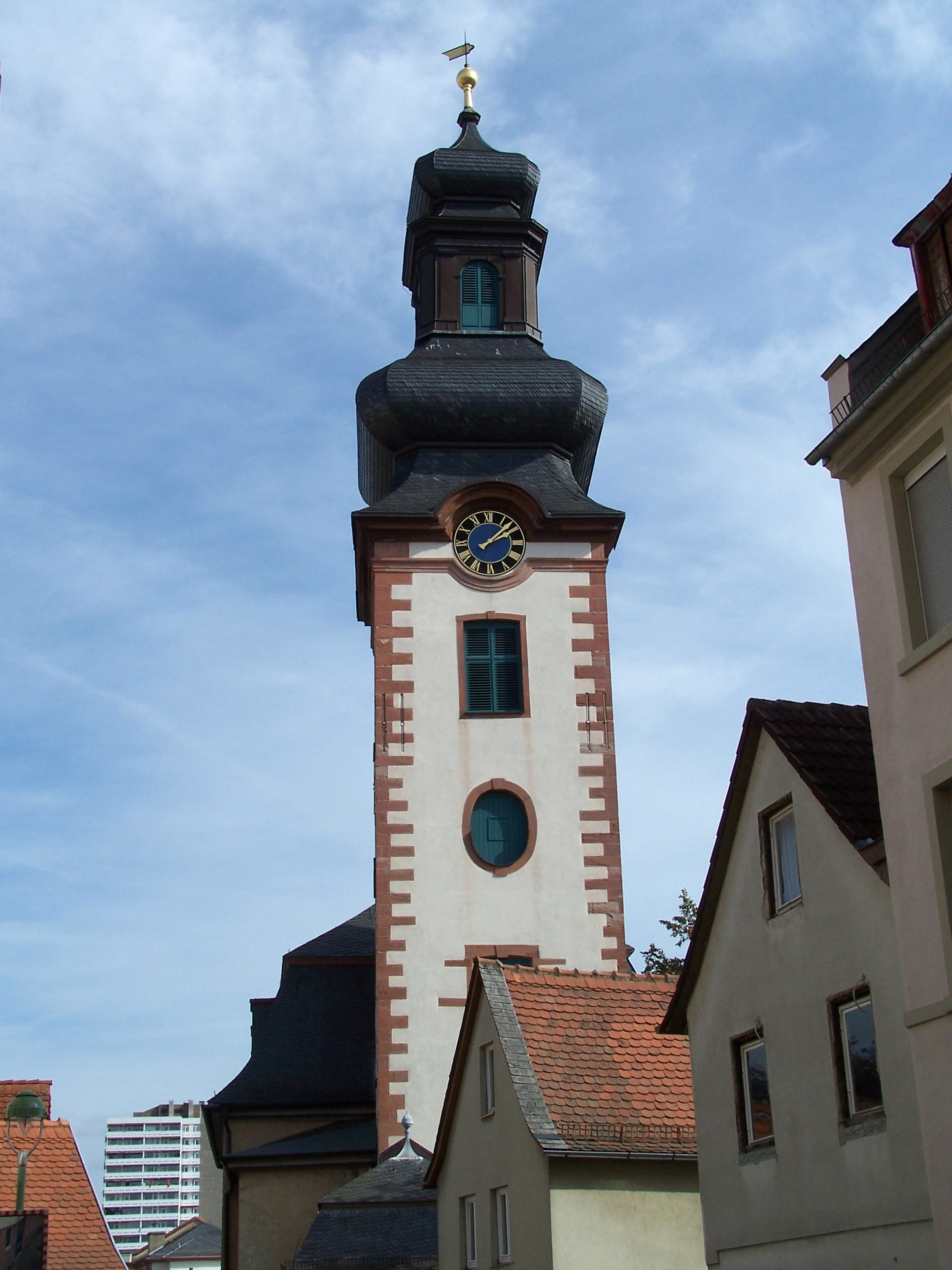
Kombination von „Welscher Haube“ und gebauchtem, aber nicht gerundetem Zwischenteil („Zwiebelhaube“) an der barocken Johanniskirche in Frankfurt-Bornheim

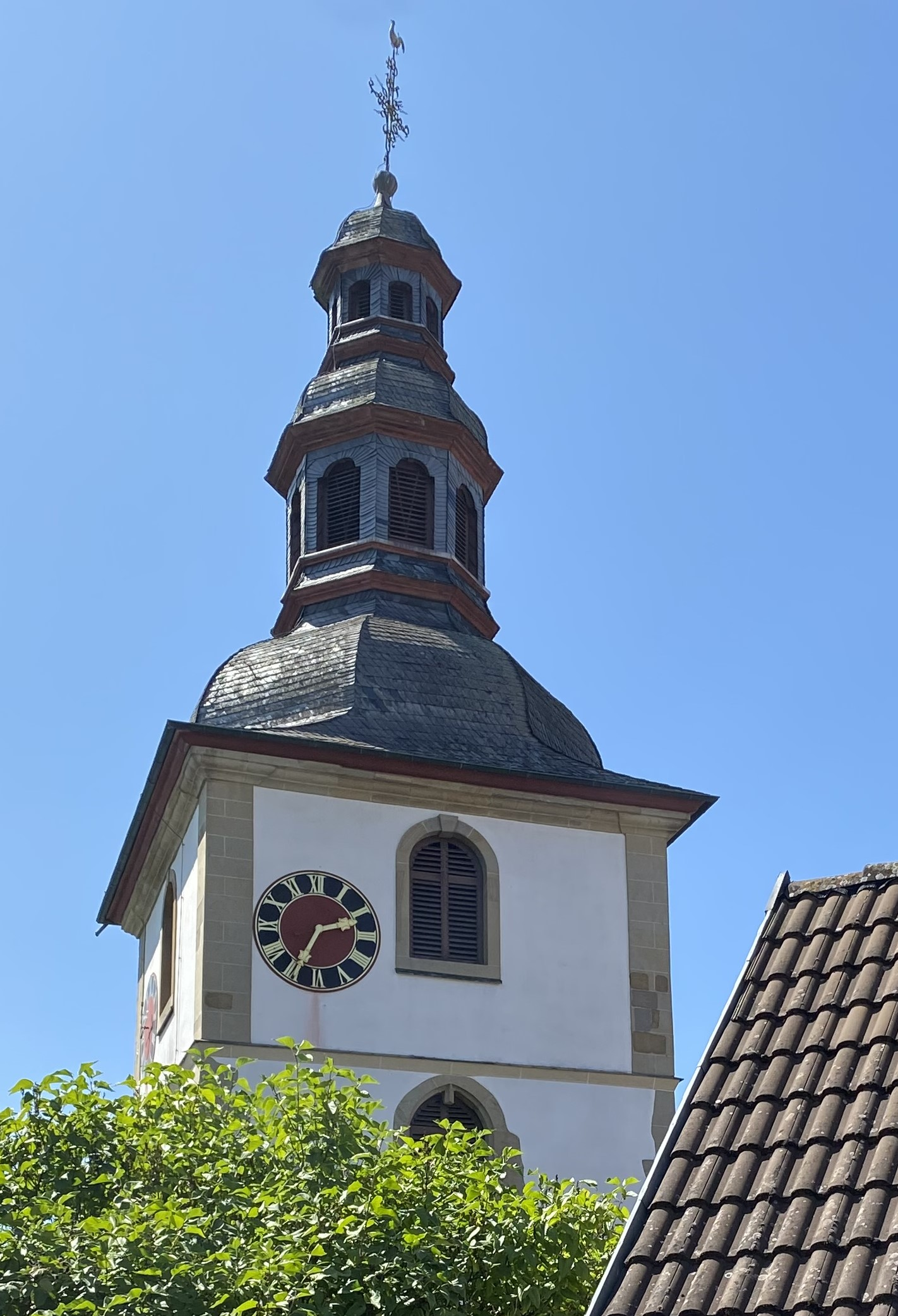
Welsche Haube der Odenbacher Pfarrkirche, derzeit wegen Baufälligkeit in ihrem Fortbestand bedroht

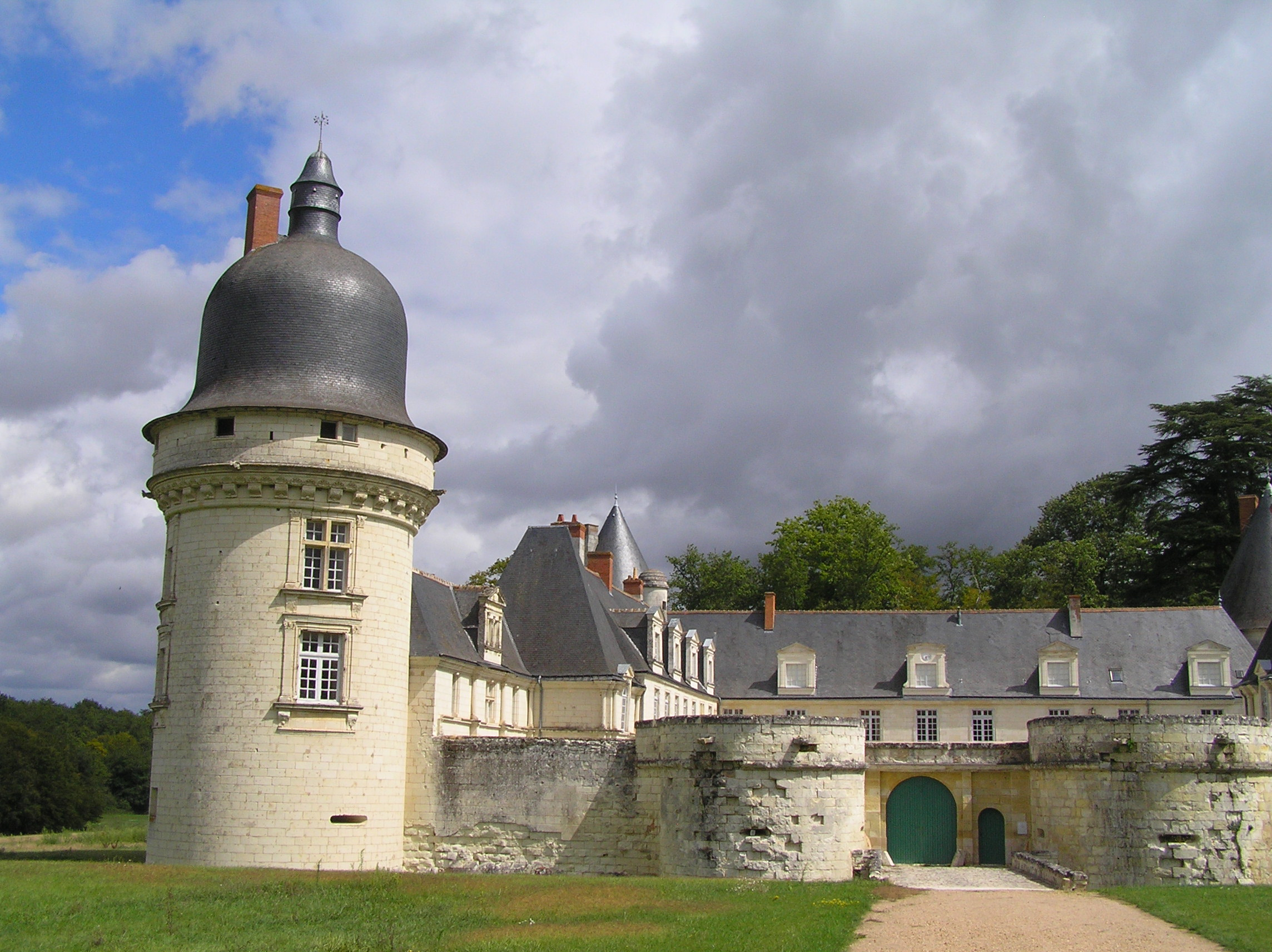
Glockenförmige Turmhaube, Schloss Le Gué-Péan, Frankreich.

Der Begriff Haube (oder Turmhaube) bezeichnet in der Architektur eine glockenförmig geschweifte Turmdachform, die sich deutlich von den üblichen mittelalterlichen Spitzhelmen oder den auch später noch gebräuchlichen Pyramidendächern abhebt. Die vergleichsweise niedrigen Hauben waren in der Anfangszeit gegenüber den hohen Spitzhelmen meist kostengünstiger und weniger anfällig gegen Winddruck.

## Etymologie
Der Begriff „Haube“ impliziert im Wesentlichen abgerundete Formen, eventuell auch mit annähernd horizontalen Zwischenebenen und seitlichen Schwüngen. Der Begriff „Welsch“ bezeichnet eine fremdländische – meist romanische – Herkunft oder Abstammung. Wann diese Begriffe erstmals zur Bezeichnung eines neuen und augenfälligen Architekturelements kombiniert wurden, ist unklar.

## Geschichte
Die „Glockenhaube“ als einfachste Form einer Dachhaube ist in konstruktiver Hinsicht ein Mittelding zwischen Pyramidendach und Kuppel. Obwohl genauere Untersuchungen fehlen, ist davon auszugehen, dass die erstmalige Konstruktion einer geschwungenen Turmhaube frühestens in der Zeit der Spätgotik mit ihren kurvilinearen Flamboyant-Formen möglich war. Wesentliche Anregungen erhielt die Haubenarchitektur in Deutschland durch den im Jahr 1486 auf Deutsch veröffentlichten und illustrierten Reisebericht einer Pilgerreise ins Heilige Land von Bernhard von Breidenbach. Die möglicherweise ältesten gebauchten „Zwiebelhauben“ im christlich-orthodoxen Kulturraum (Mariä-Entschlafens-Kathedrale im Moskauer Kreml) sind nur wenige Jahre älter (1475–1479). Die gebauchte „Zwiebelhaube“ oder die sogenannte „Welsche Haube“ wurden – überwiegend im deutschsprachigen Raum – in der Renaissance und vor allem im Barock oft als Bedachung von Kirch- und Rathaustürmen verwendet. Bei der „Welschen Haube“ besteht die Turmbekrönung zumeist aus mehreren übereinander liegenden konkav und konvex gewölbten Teilen sowie laternenartigen Zwischenstücken. „Unter Zwischenschaltung einer Laterne kann die Konstruktion einer Welschen Haube mehrfach übereinander wiederholt werden, so dass ein hoher Turmhelm entsteht“ (z. B. Petrikirche, Riga).

## Formen

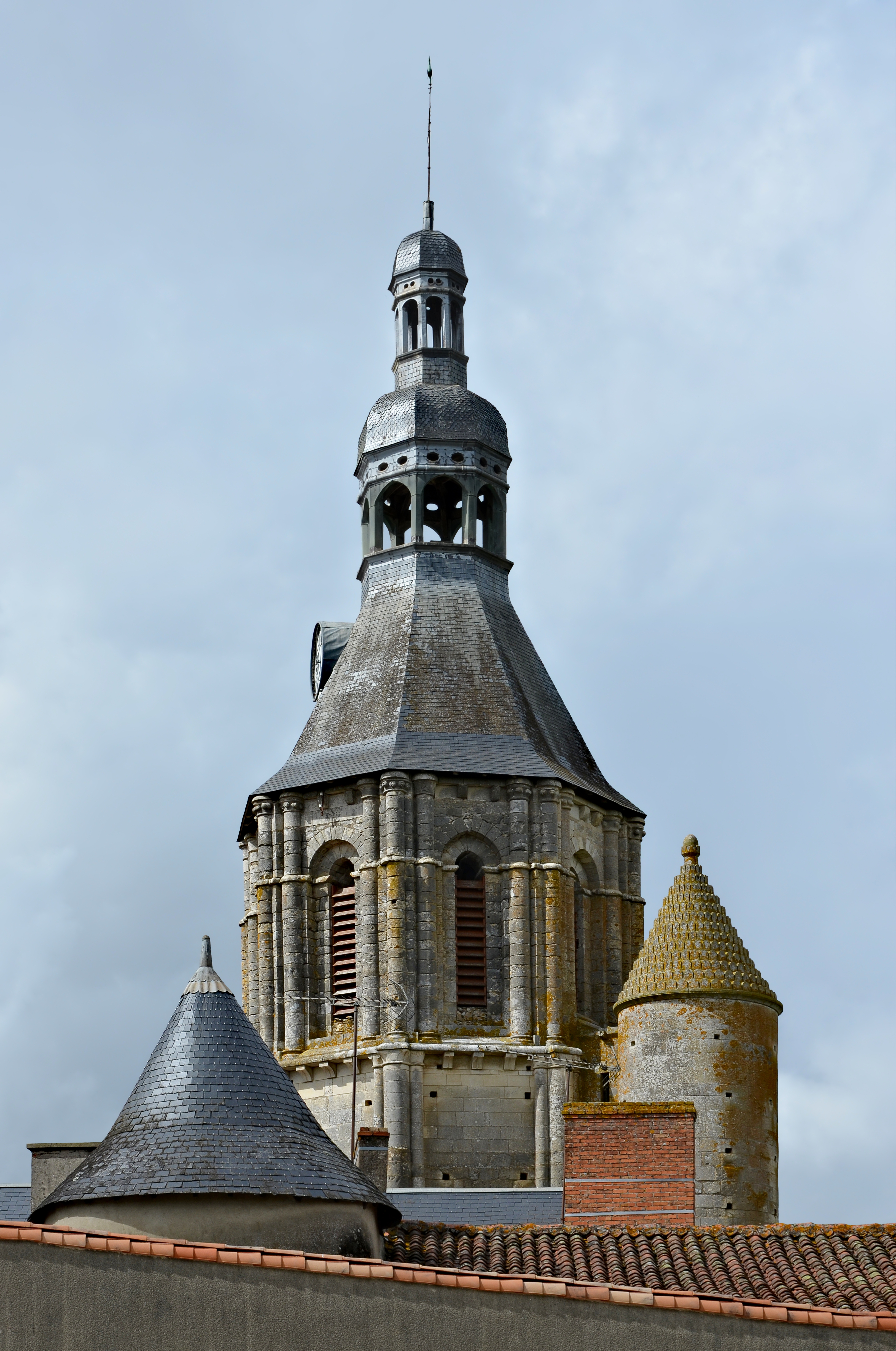
Das mehrfach gestaffelte und auf einem oktogonalen Unterbau ruhende Turmdach der Prioratskirche Saint-Nicolas in Civray (Nouvelle-Aquitaine) ist keine(!) Haube, da geschwungene Formen fehlen

Eine genaue Abgrenzung der verschiedenen Haubenformen ist – vor allem wegen regional unterschiedlicher Begriffsverwendungen – von der architektonischen Forschung bislang nicht unternommen worden; auch zur Zeit und zum Ort der Entstehung des häufig verwendeten Begriffs „Welsche Haube“ oder des seltener verwendeten Begriffs „Thüringische Haube“ fehlen bislang genauere Untersuchungen, so dass die Bedeutung der Begriffe weitestgehend regionalen Traditionen oder dem jeweiligen Verfasser überlassen blieben. Die Übergänge zu manchen Turmhelm- oder Kuppelformen sind in einigen Fällen fließend; wesentliche Abgrenzungsmerkmale sind die charakteristischen geschwungenen Formen der Hauben sowie das Fehlen von ausgeprägten Spitzen. Folgende konstruktive bzw. begriffliche Abgrenzungen sind möglich und sinnvoll:
- Geschwungene Haube ohne Laterne („Glockenhaube/Glockenhelm“),
- Geschwungene Haube mit Laterne (vereinzelt als „thüringische Haube“ bezeichnet),
- Gebauchte Haube ohne Laterne („Zwiebelhaube“),
- Mehrfach geschweiftes Haubendach, manchmal mit einem Zwischengeschoss in der Form einer Laterne („Welsche Haube“, „Kaiserdach“ oder „Krone“).[2]

## Verbreitung

### Deutschland, Österreich und Südtirol
Das Hauptgebiet der Verbreitung in Deutschland und Österreich liegt im alpenländischen Raum und schließt Südtirol mit ein. Vereinzelte Beispiele finden sich auch in Schwaben, Hessen, Thüringen, in der Schweiz und in Böhmen. Der Gebrauch von Hauben ist hier eng mit dem barocken Kirchenbau assoziiert.

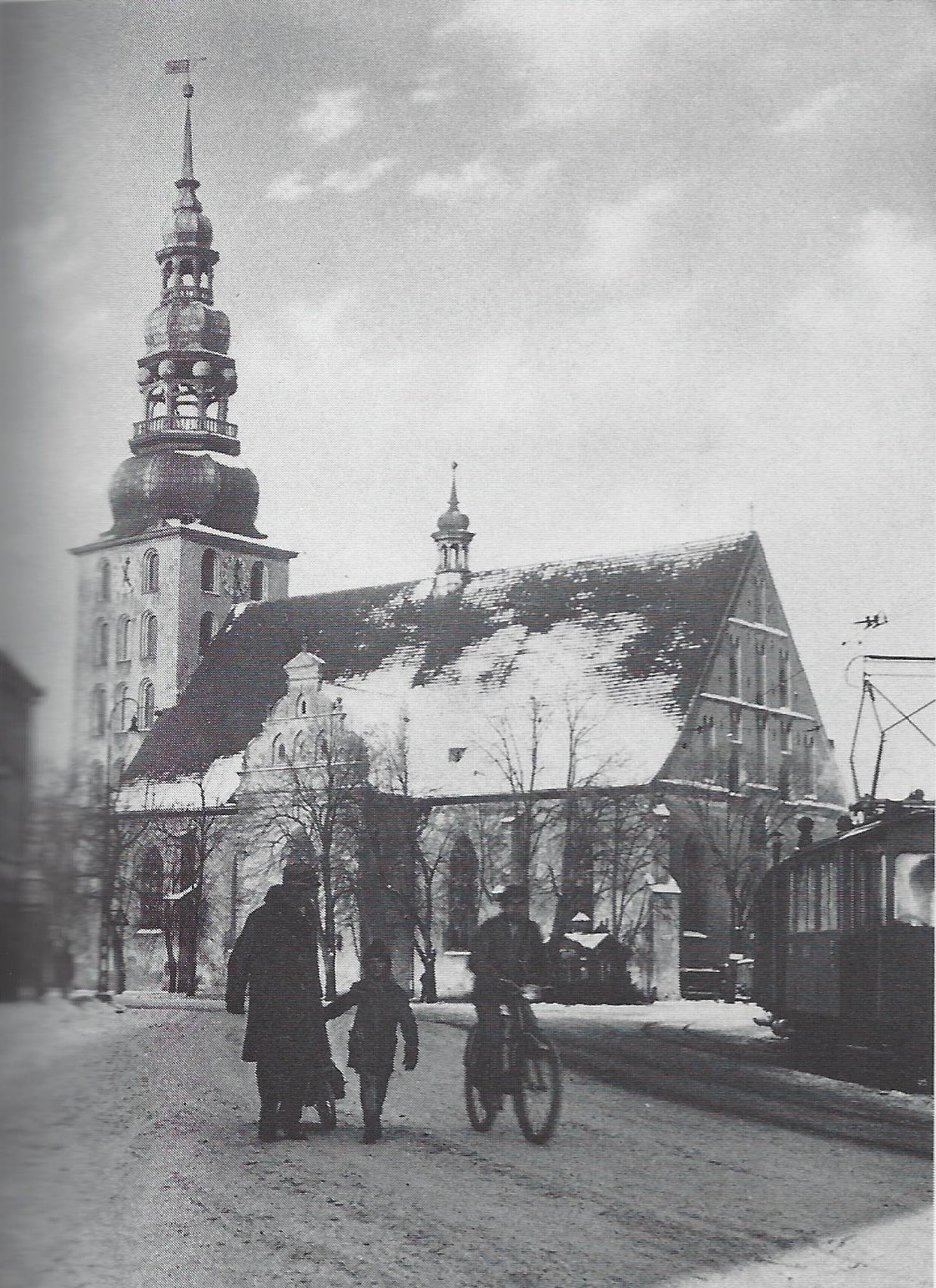
Deutsche Kirche in Tilsit (Ostpreußen)
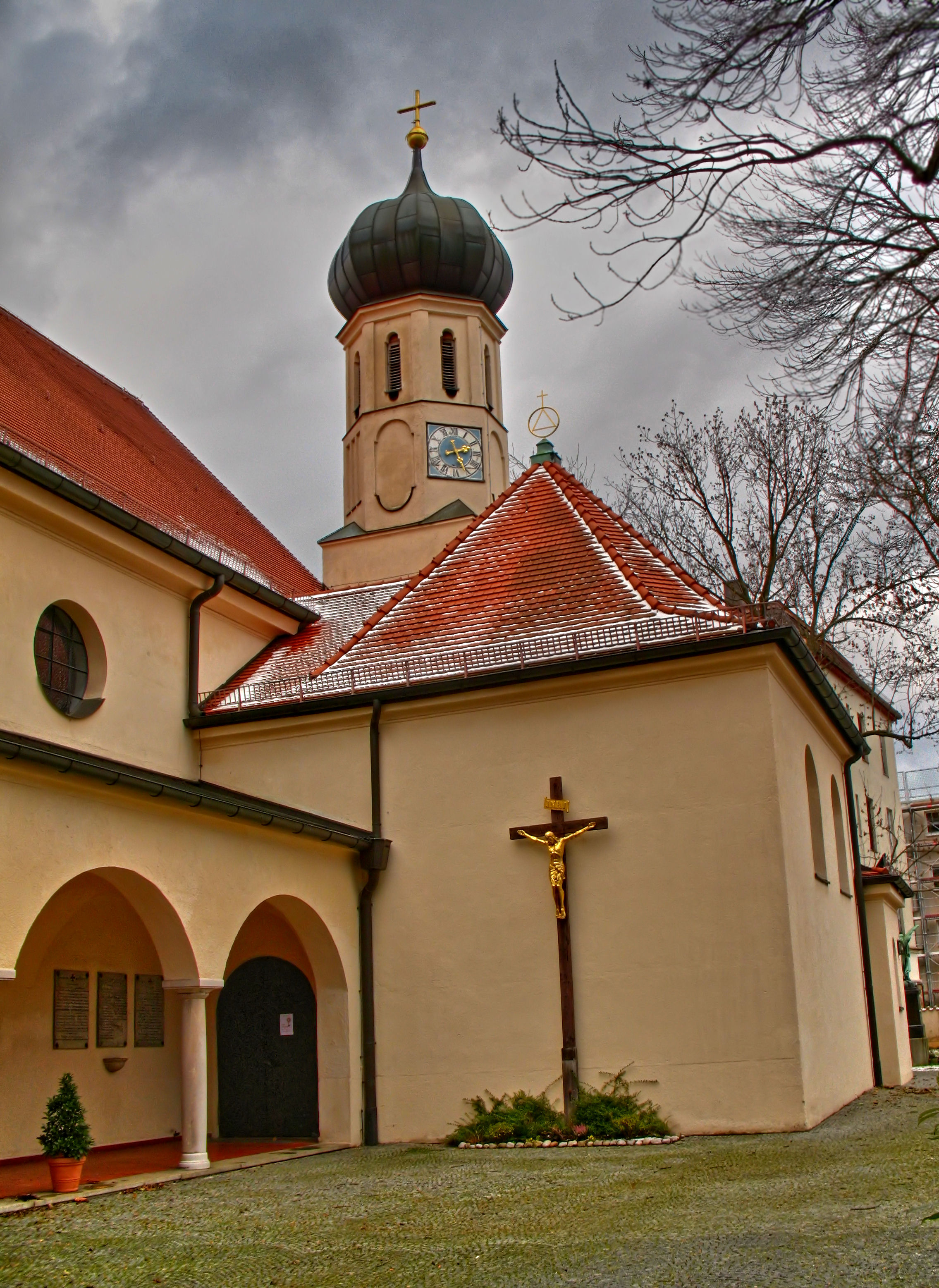
Katholische Pfarrkirche St. Ulrich in München-Laim ⊙
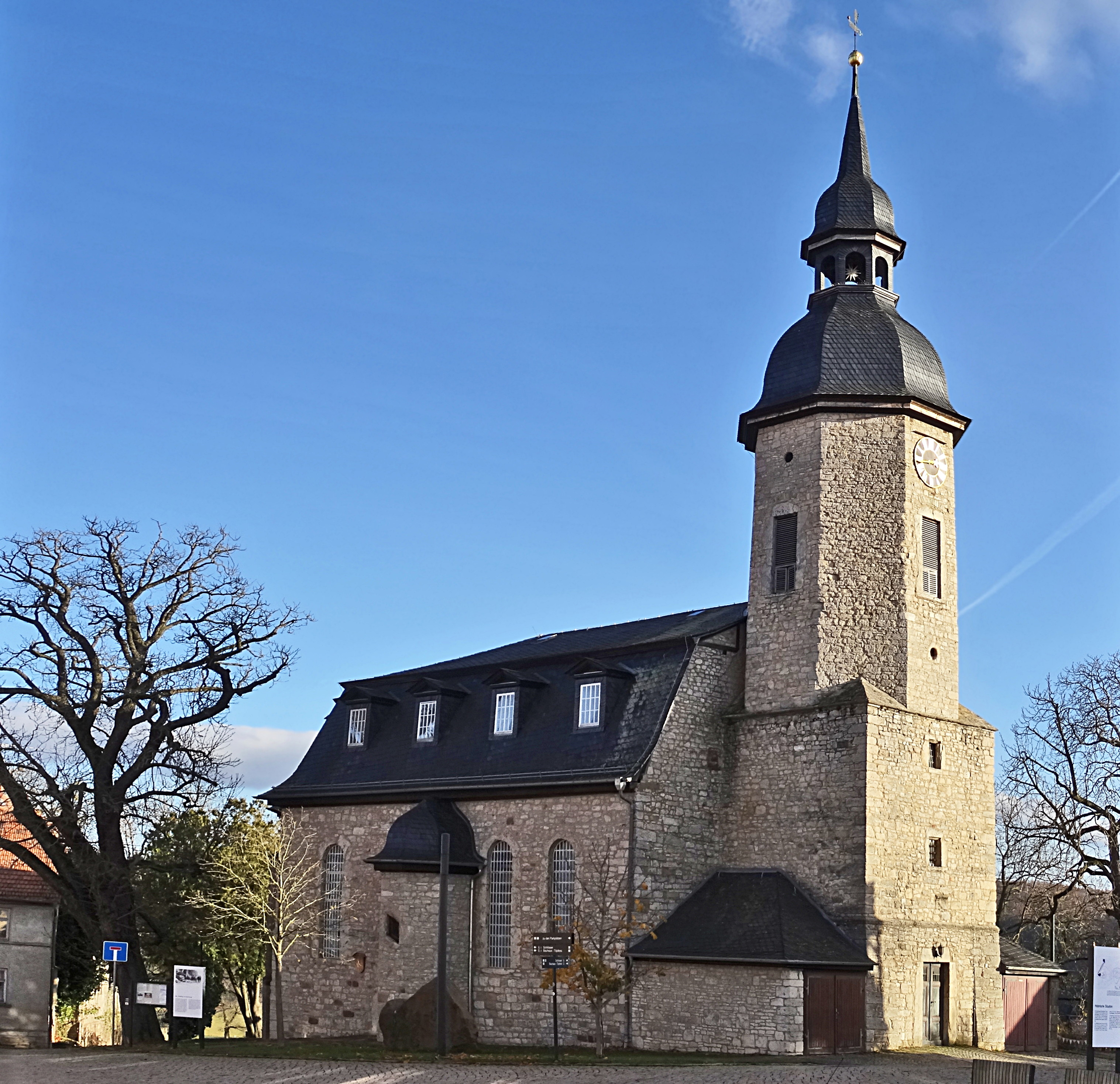
Typisch für Thüringen sind geschwungene Hauben mit Laterne („thüringische Hauben“)
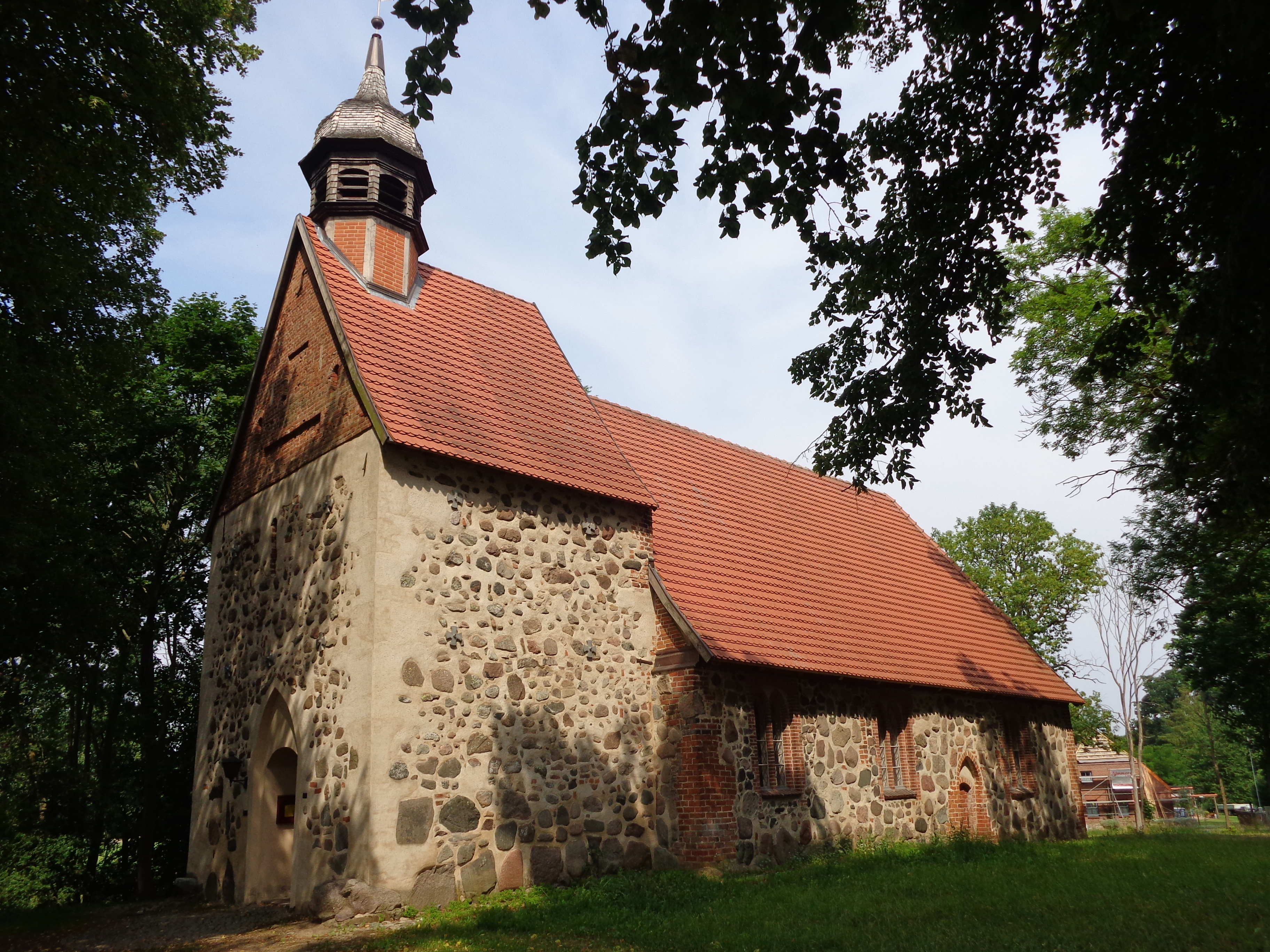
Dorfkirche Groß Poserin (Mecklenburg-Vorpommern)
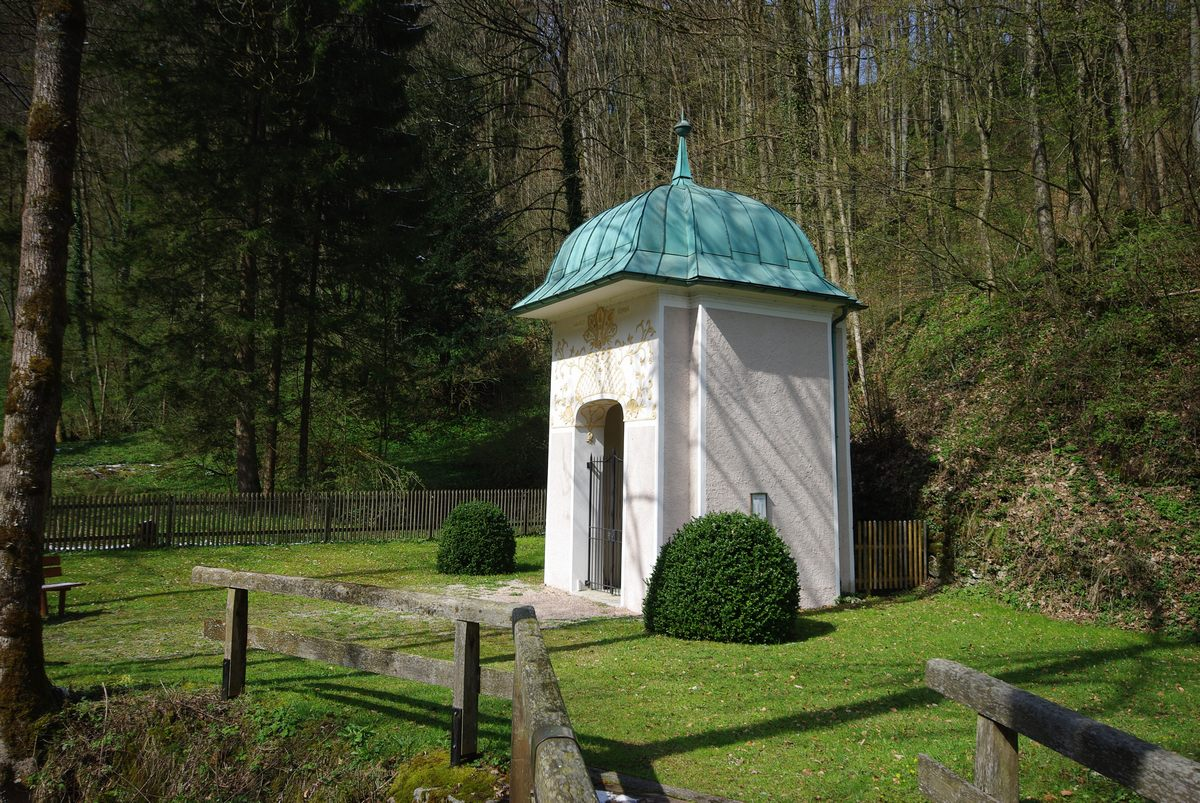
Seebachkapelle in Karlstein
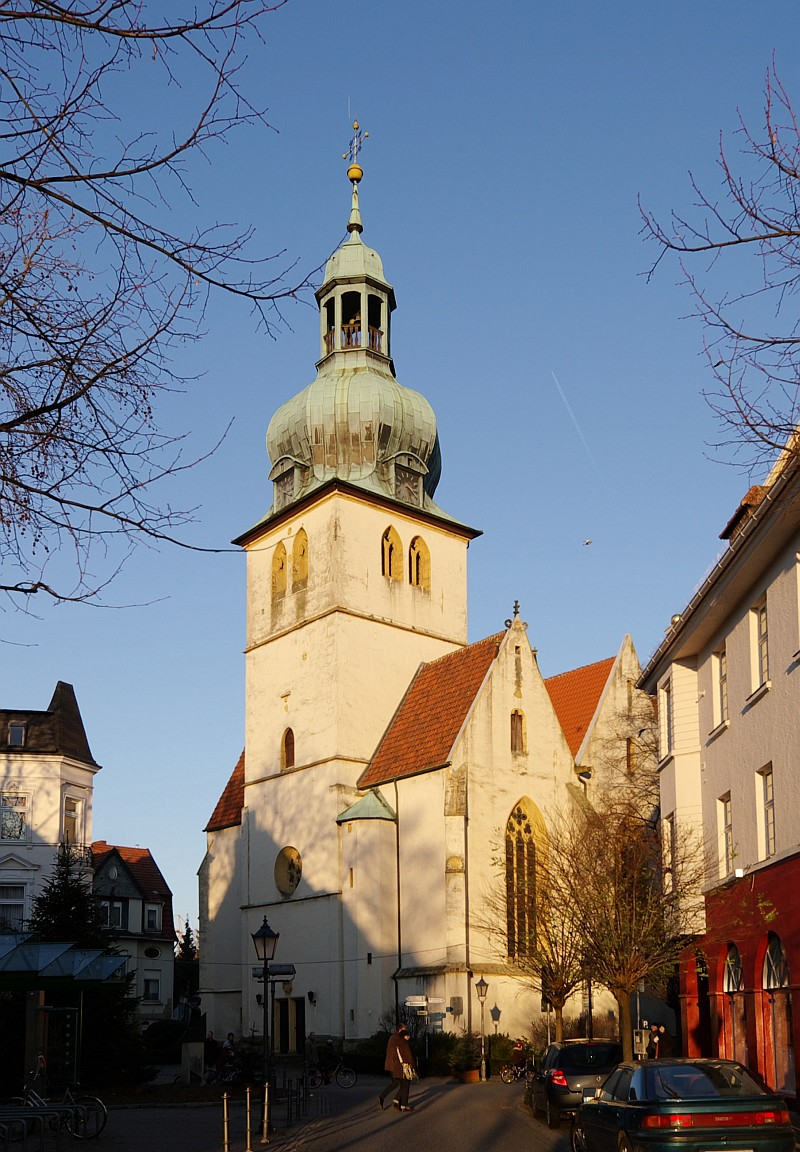
Welsche Haube auf St. Jakobi (Herford)
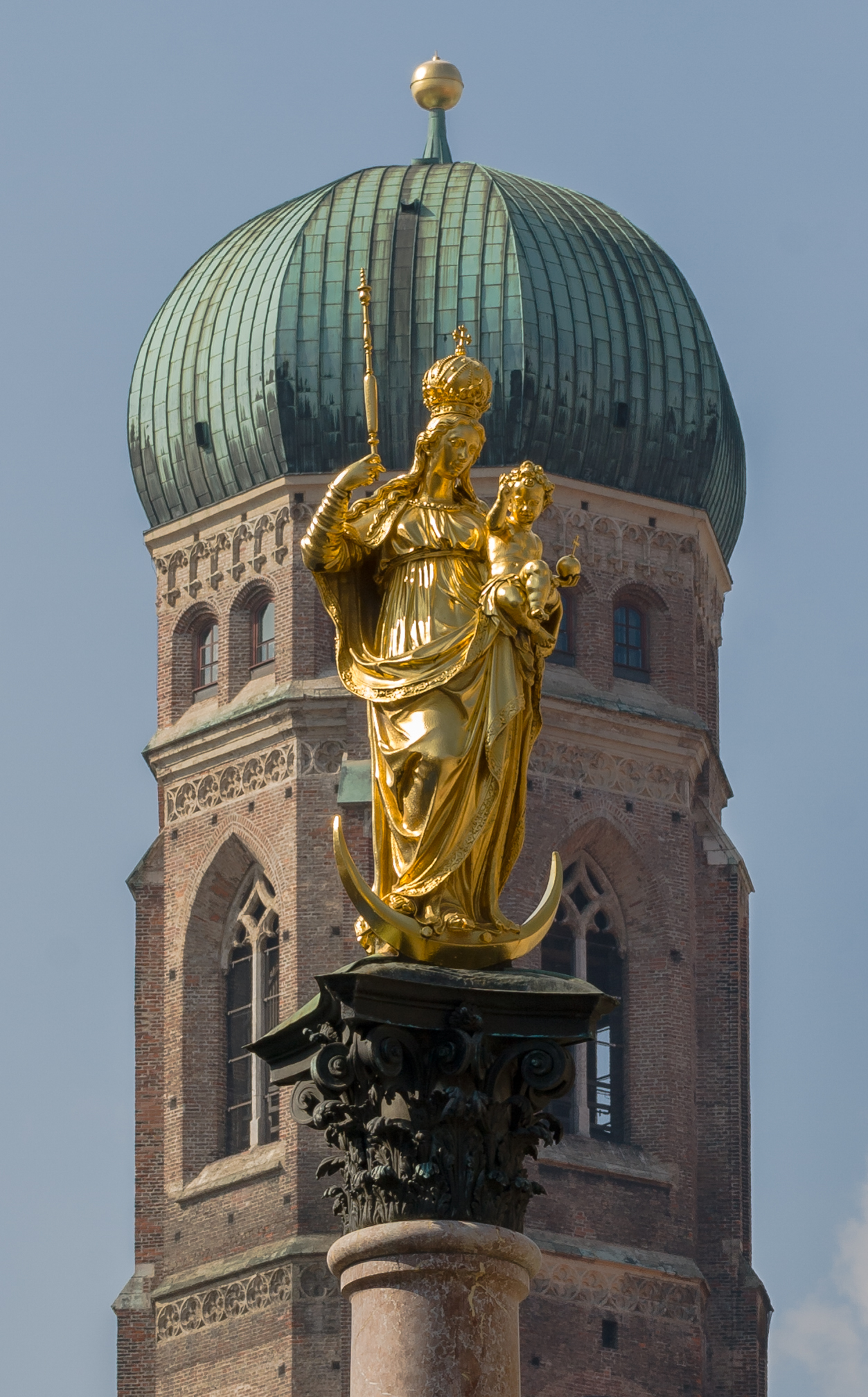
Welsche Haube des Münchner Doms
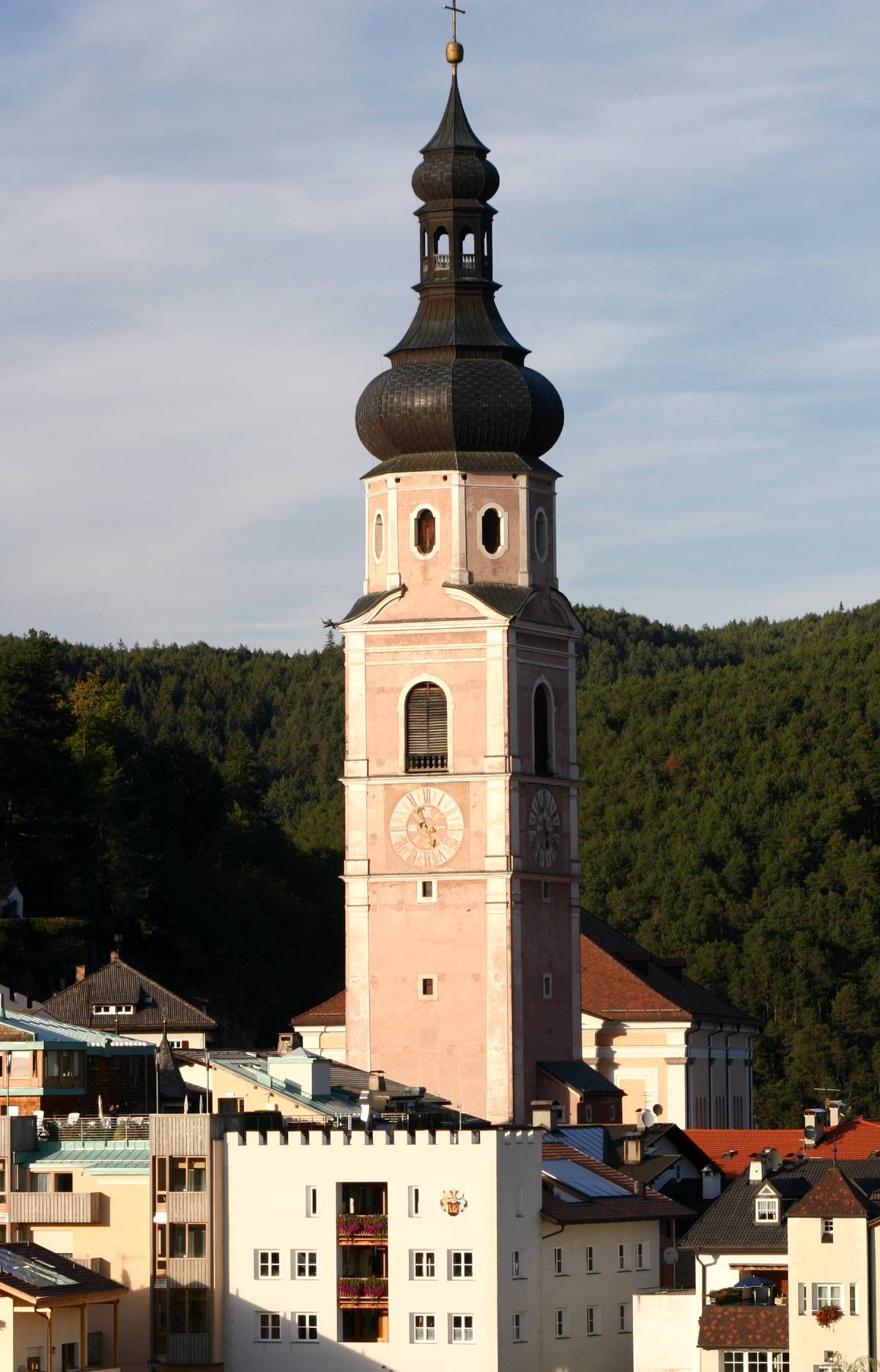
St. Peter und Paul in Kastelruth (Südtirol)
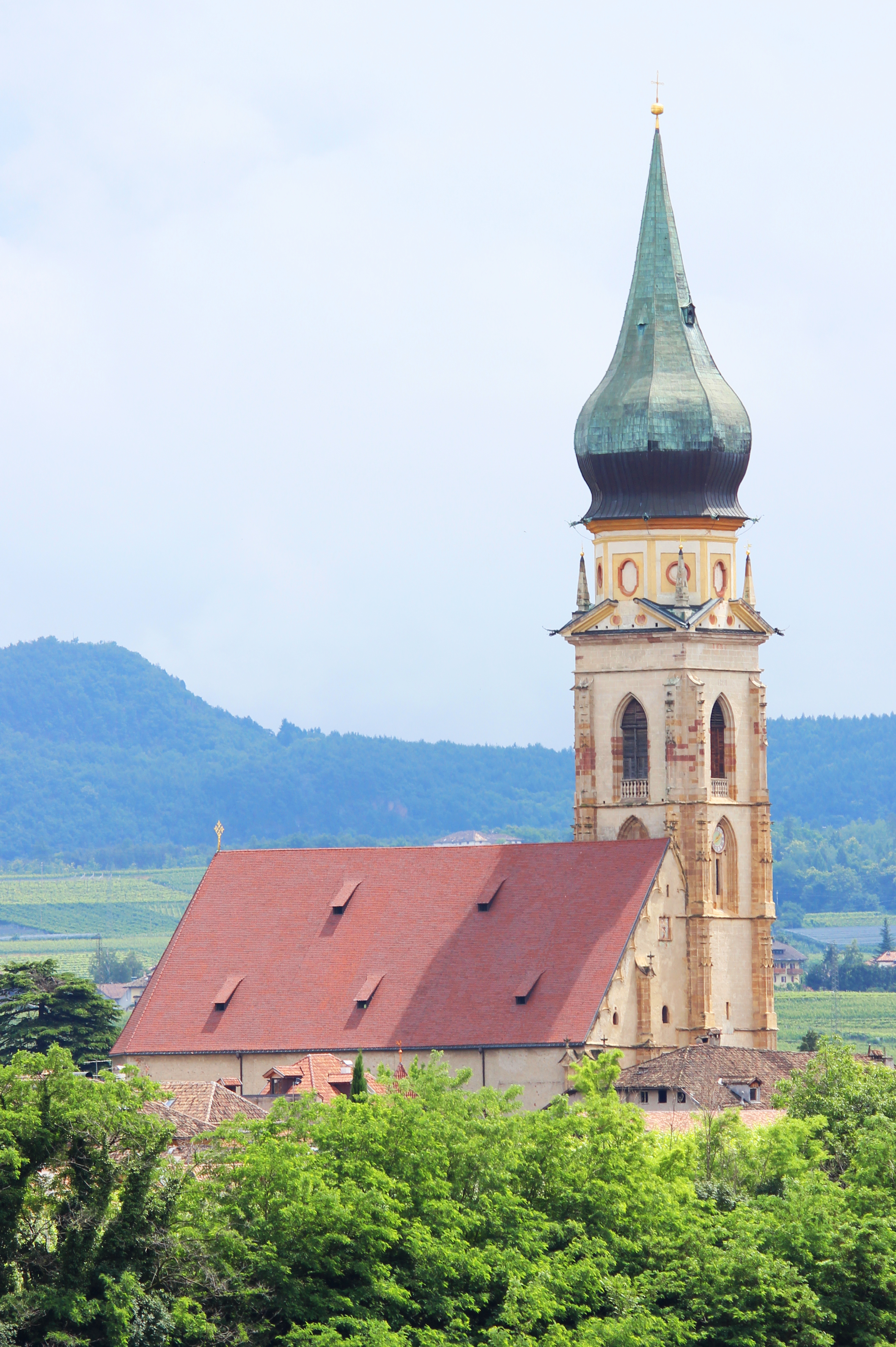
St. Pauli Bekehrung in St. Pauls (Südtirol)
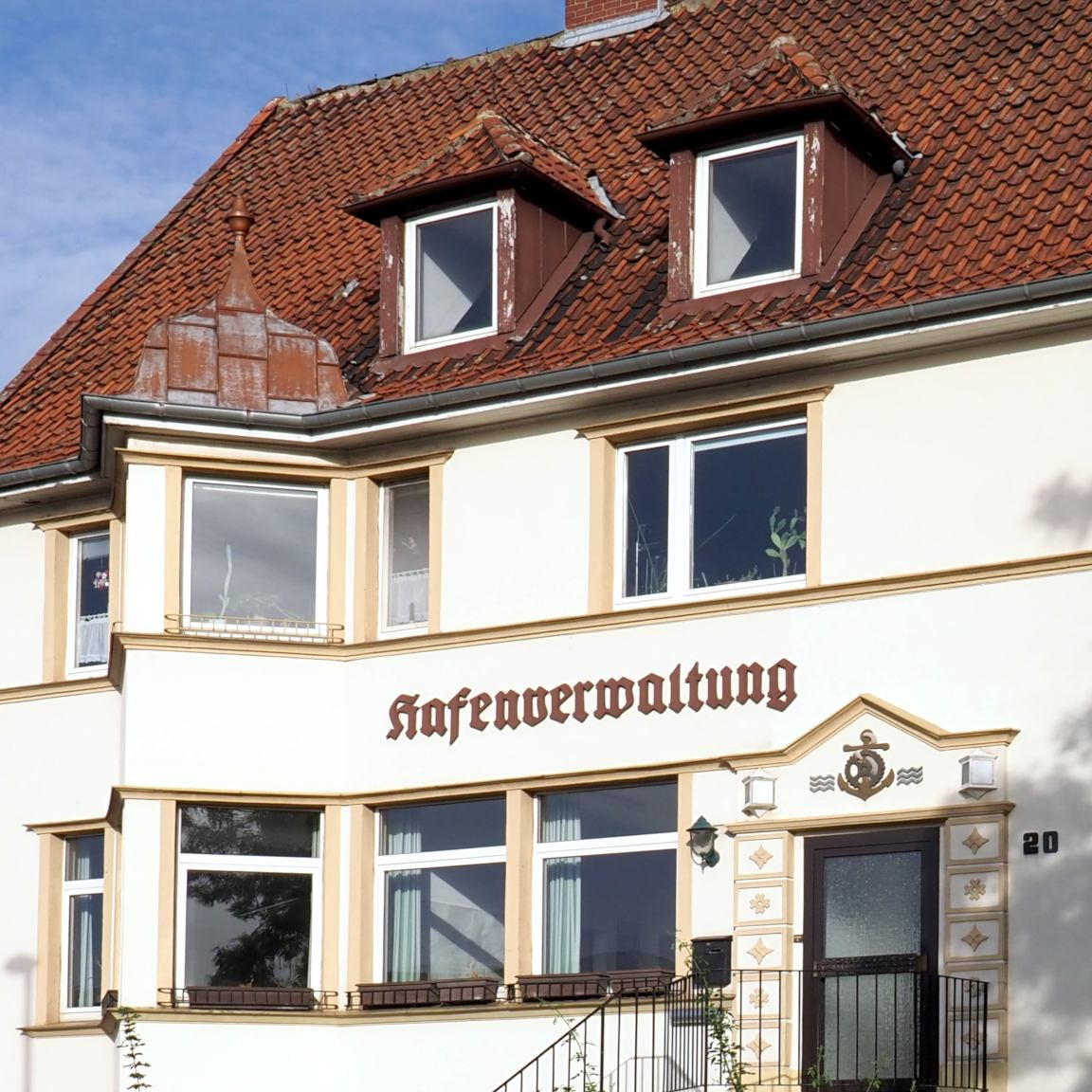
Oft haben Erker eine Dachhaube.

### Franche-Comté
Im Gebiet der Franche-Comté, die bis zum Jahr 1477 noch zum Herzogtum Burgund gehörte, dann an das Haus Habsburg kam und erst im 17. Jahrhundert von Frankreich annektiert wurde, gibt es Zählungen zufolge über 600 geschwungene Turmhauben (clochers comtois), doch auch hier fehlen Untersuchungen zu deren genauem Alter. Sie finden sich vorzugsweise auf Kirchen der Spätgotik und der Renaissance, doch könnten sie auch später (d. h. im Barock) aufgesetzt worden sein.

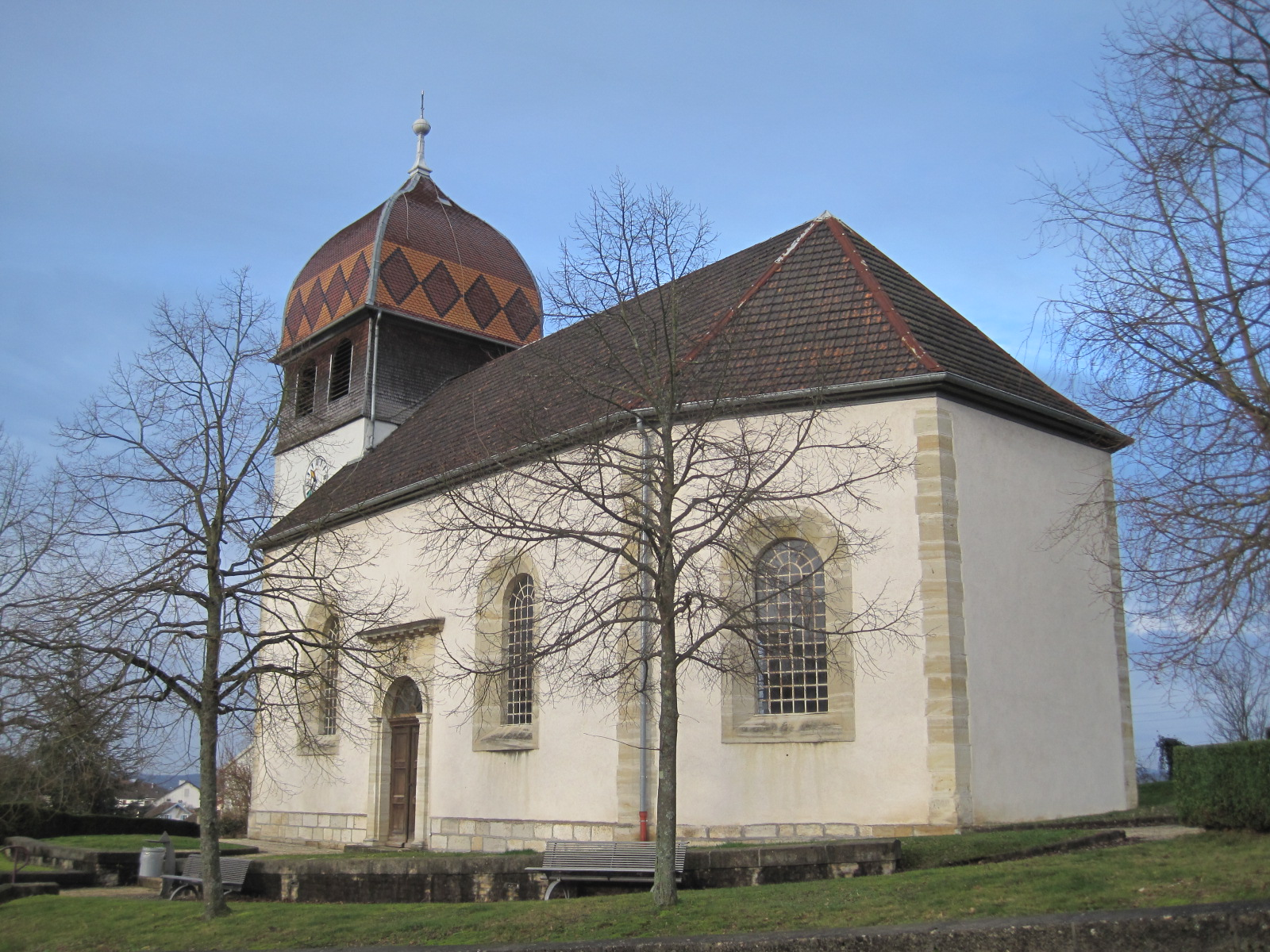
Kirche von Étupes
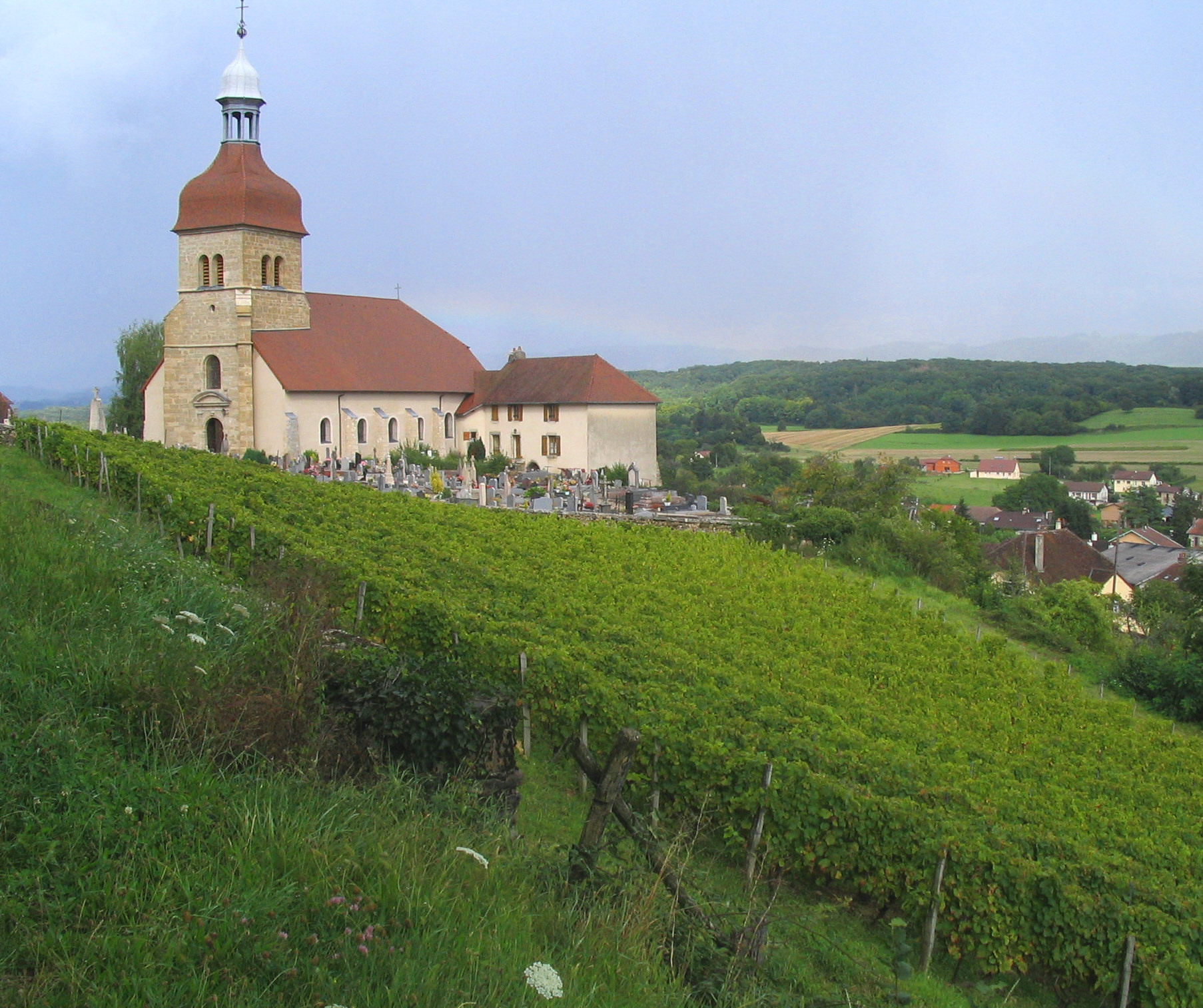
Kirche von Saint-Lothain
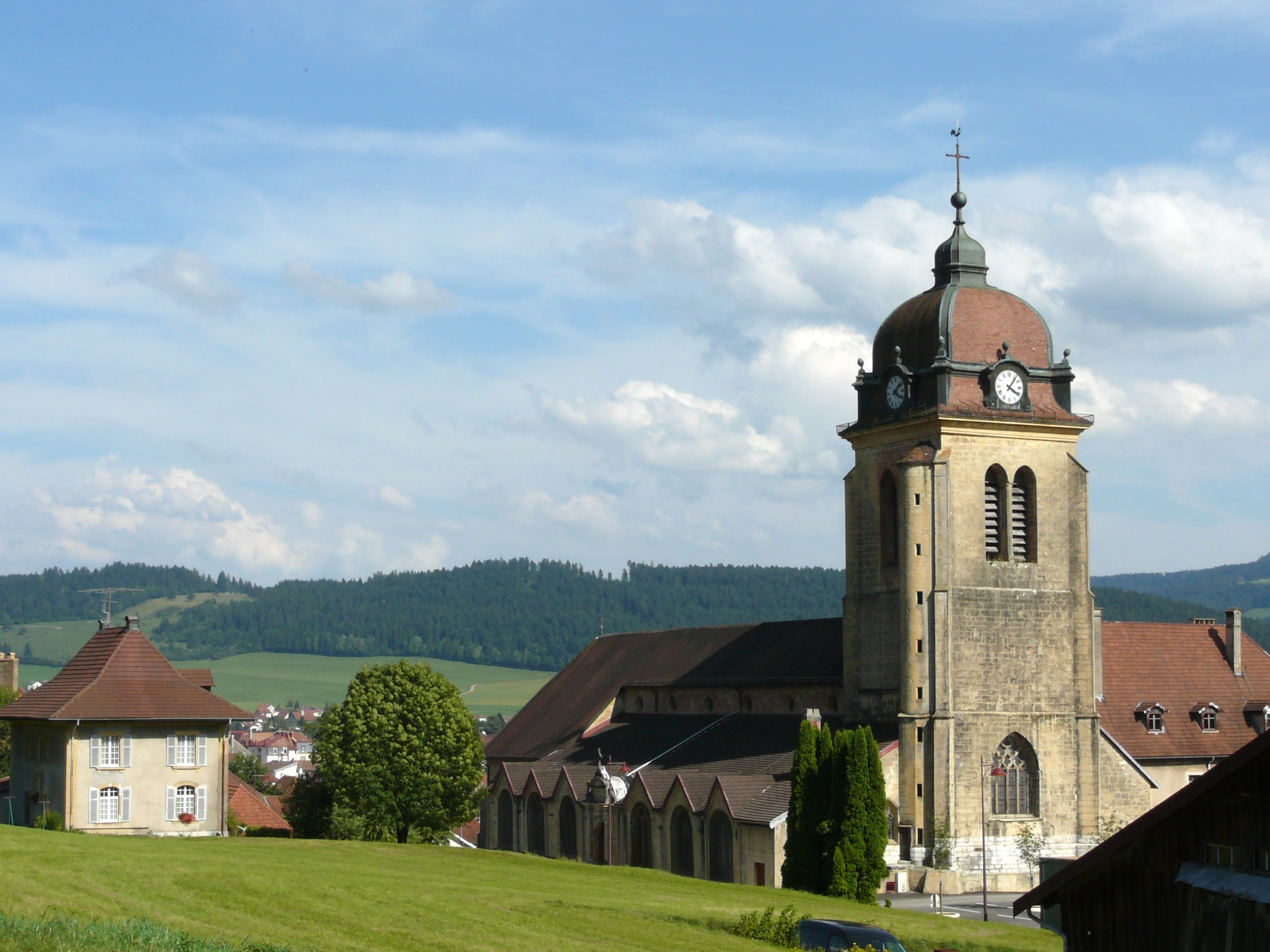
Kirche von Morteau
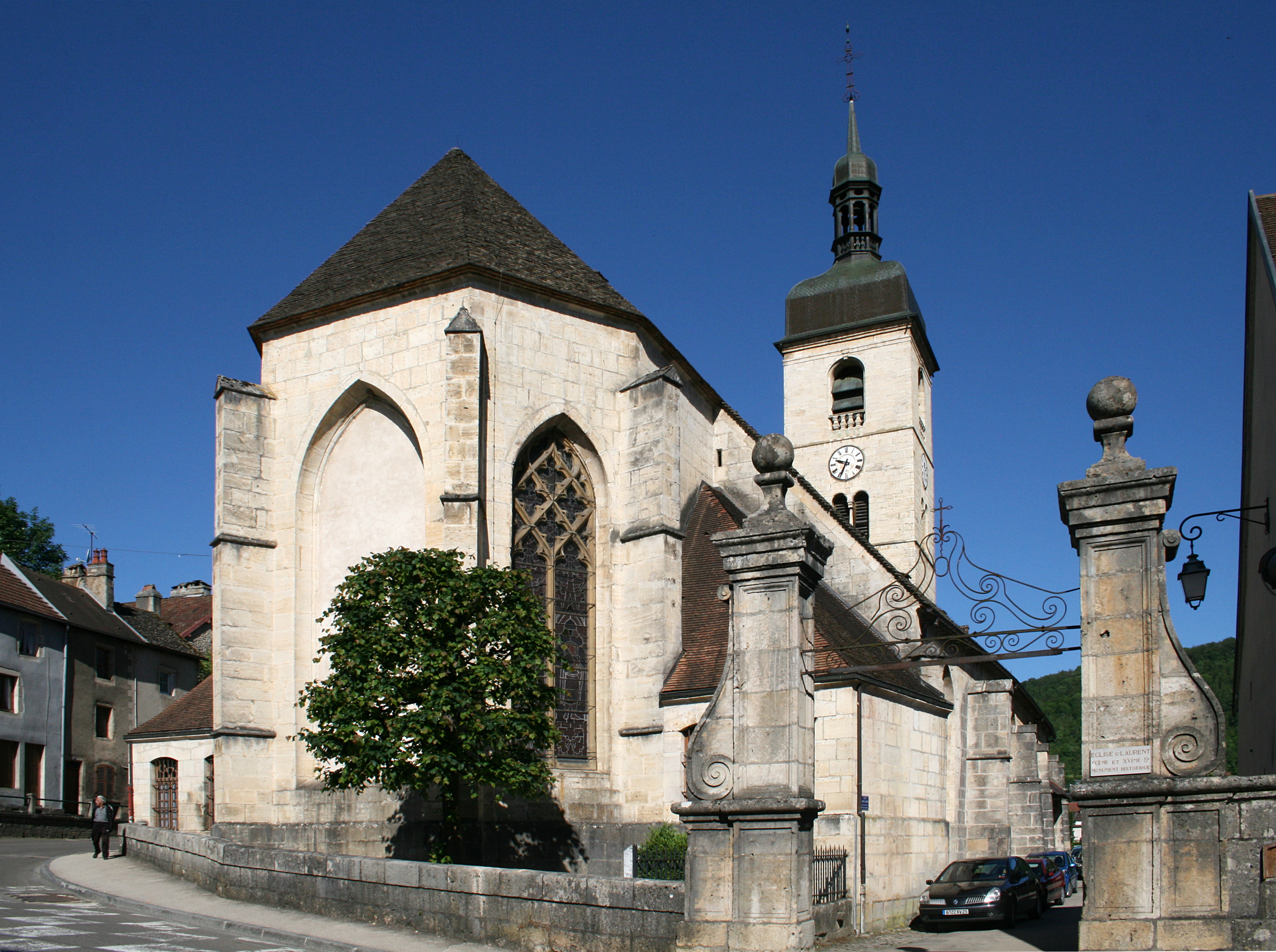
Kirche in Ornans
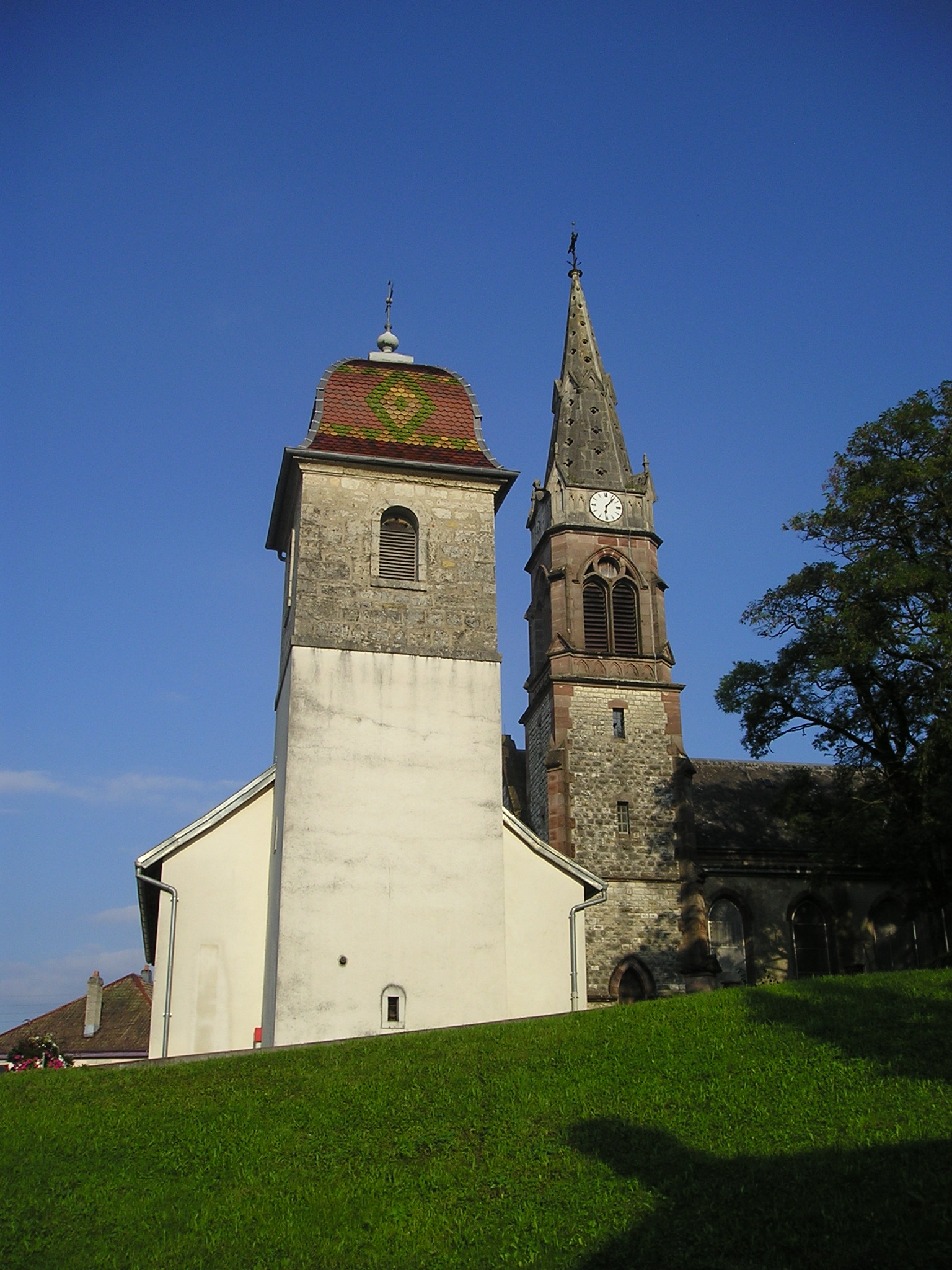
Renaissance-Kirche und neogotische Kirche von Seloncourt